# Kóstas Sarantídis
Kóstas Sarantídis (en grec moderne : Κώστας Σαραντίδης ; 1927 - 25 juin 2021), également connu en vietnamien sous le nom de Nguyễn Văn Lập, était un capitaine grec de l'armée populaire vietnamienne qui a combattu avec le Viet Minh pendant la guerre d'Indochine, cherchant l'indépendance du Viêt Nam de l'Indochine française. Il a reçu la citoyenneté vietnamienne en 2010, et en 2013 l'ordre du héros des forces armées populaires.

## Jeunesse
Kóstas Sarantídis est né en 1927 à Thessalonique, en Grèce, de réfugiés d'Asie Mineure. À l'automne 1943 et pendant l'occupation de la Grèce par l'Axe pendant la Seconde Guerre mondiale, il a été arrêté pour contrebande de tabac et envoyé à pied dans des camps de concentration nazis en Allemagne. Il réussit à s'échapper et arriva près de Vienne, puis vola un uniforme militaire qu'il utilisa pour se déguiser en Allemand jusqu'à la fin de la guerre.

## Vie auViêt Nam
Après la fin de la guerre, Sarantidis se rendit à Rome et tenta d'être rapatrié en Grèce. Cependant, cela s'est avéré impossible car il n'avait aucun document d'identité. Sans aucun moyen de subvenir à ses besoins, il fut attiré par la Légion étrangère française, par les récits de vies aventureuses et de rencontre de belles femmes.
Après avoir rejoint la légion, il fut d'abord déplacé en Algérie et finit par atterrir en Indochine en 1946. Là-bas, lui et les autres légionnaires ont été informés que leur déploiement serait de courte durée et que leur mission serait de désarmer les japonais et de rétablir l'ordre. Son unité a été emmenée par navire de guerre à Saigon, puis dans un train vers le centre du Viêt Nam. 
Arrivé là-bas, il découvre les atrocités commises sur la population locale par les troupes coloniales françaises. Il mûrit l'idée de changer de camp. Après deux mois avec la Légion, il contacta des espions Viet Minh pour préparer sa défection. Le moment venu, le 6 avril 1946 à 2 h du matin, il déserta la légion française pour la zone libre de Binh, et invita un autre légionnaire, Santo Merinos (légionnaire espagnol), pour l'accompagner. Il libéra avec lui 25 prisonniers, emportant une mitrailleuse Bren et deux fusils, deux boîtes de grenades et une boîte de munitions. Il reçut le nom de Nguyễn Văn Lập, servit à divers postes et participa à de nombreuses batailles, après lesquelles il accède au grade de capitaine. En 1949, il fut admis au Parti communiste vietnamien.
Après la fin de la guerre en 1954 et la division du Vietnam en zones nord et sud, il déménagea au Nord Viêt Nam et pris sa retraite de l'armée. Il se maria à une infirmière vietnamienne. Il a travaillé comme traducteur allemand, spécialiste de la RDA, et plus tard comme conducteur de camions dans les mines de charbon de Na Duong et la mine d'étain de Cao Bang. Il se remaria plus tard avec une vietnamienne, avec qui il a eu quatre enfants.

## Vie ultérieure enGrèce, honneurs, et mort
Depuis le jour de son arrestation à Thessalonique jusqu'au début des années 1950, Sarantidis n'avait pas communiqué avec sa famille qui le présumait mort. Vers la fin de la guerre, il commença à échanger à nouveau des lettres avec eux et en 1965, il décide de retourner en Grèce la même année. Avec l'aide d'un de ses frères, qui a aidé le reste de sa famille à obtenir des passeports, il déménagea à Thessalonique. Au début, il faisait face à de graves difficultés économiques, car au chômage pendant plusieurs mois. Finalement, il réussit à trouver un emploi de chauffeur, qu'il conservera jusqu'à sa retraite. Il y a eu son quatrième enfant, le seul né à Thessalonique. Pendant son séjour en Grèce, il rejoint le Parti communiste grec (KKE) et a travaillé pour aider le Viêt Nam ainsi que pour promouvoir les relations gréco-vietnamiennes. Il aida également activement les enfants au Viêt Nam touchés par l'agent Orange et la dioxine très abondamment répandus par l'armée américaine sur le Viêt Nam.
Il escorta le président grec de l'époque, Karolos Papoulias, lors de sa visite officielle au Viêt Nam en octobre 2008. En 2010, Sarantidis a obtenu la citoyenneté vietnamienne et un passeport. En 2013, il a été nommé héros des forces armées populaires, devenant ainsi le seul étranger à recevoir cet honneur. De plus, il a reçu plusieurs titres honorifiques du Parti et de l'État vietnamiens, notamment l'Ordre de l'amitié en 2011, la Médaille de la victoire, première classe, et la Médaille de la guerre de la résistance, deuxième classe. Il décède le 25 juin 2021, à 94 ans. Ses restes ont été amenés au Viêt Nam et honorés lors d'un service commémoratif dans la ville de Da Nang en août 2022.

## Récompenses
| Pays    | Récompenses                         | Récompenses                        |
| ------- | ----------------------------------- | ---------------------------------- |
| Vietnam |                                     | Héros des forces armées populaires |
| Vietnam | Ordre de la Résistance, 2ème classe |                                    |
| Vietnam | Ordre de la victoire, 1ère classe   |                                    |